# پاپیون (دورود)
پاپیون یک روستا در ایران است که در دهستان ژان واقع شده‌است.